# Noticias RCN
Noticias RCN es un noticiero colombiano. Se emite por Canal RCN, RCN HD2 y RCN Nuestra Tele Internacional. Sale al aire, tiene cuatro emisiones al día de lunes a viernes y dos los fines de semana. Su actual director es José Manuel Acevedo y su subdirector es Gustavo Nieto Huertas.

## Historia

### Inicios comoRCN 7:30yRCN Al día
Su primera emisión fue el 21 de marzo de 1995, bajo el nombre de RCN 7:30 como informativo de la mañana que se emitía por el Canal A, presentado por Fernando González Pacheco y Lucía Esparza Baena. El estudio fue montado en asociación con AP y Reuters.

### 1998-presente:Noticias RCN
En 1998, cuando RCN Televisión pasó de programadora a canal privado, allí cambió de nombre y pasó a llamarse Noticias RCN. El noticiero se estrenó el 10 de julio de ese mismo año. En ese entonces, se emitía a las 7:00 p. m., con la presentación de María Elvira Arango y Jorge Alfredo Vargas y a las 9:00 p. m., con la presentación de Claudia Gurisatti y Ana María Trujillo. Posteriormente, a medida que se amplió la programación, se llegó a tres emisiones al día, y actualmente a cuatro entre semana y dos los sábados, domingos y festivos.
En 2008 se creó un nuevo canal de noticias llamado NTN24, disponible en Latinoamérica y Estados Unidos dirigida por la periodista Claudia Gurisatti, desde el 1 de marzo de 2021, el nuevo director de Noticias RCN es el periodista José Manuel Acevedo en sustitución de Juan Lozano.
Después de la salida del director Rodrigo Pardo en marzo del 2015, el noticiero comenzó a tener una línea editorial enfocada al Uribismo cuando llegó la directora Claudia Gurisatti, la cual el noticiero fue detestado y odiado por los televidentes, fue que el canal y el noticiero empezó a tener baja audiencia y crisis desde 2015, pues sin embargo en el año 2019 tras el nombramiento del presidente del canal, José Antonio de Brigard decidió cambiar el puesto de dirección del noticiero cambiando a Claudia Gurisatti, por el exministro y periodista Juan Lozano Ramírez, para recuperar la audiencia perdida y cambiar el noticiero volviéndose más neutral. 
En 2020, Noticias RCN inició una alianza con canales como Voz de América, luego de varios años sin tener alianza informativa extranjera. En un tiempo tuvo alianza con el canal hispano Univision desde su lanzamiento como noticiero en 1998, solamente teniendo corresponsales aliados con NTN24,
El 23 de febrero del 2021, la Organización Ardila Lülle designó a José Manuel Acevedo como nuevo director de Noticias, en sustitución de Juan Lozano que ahora se desempeña como asesor de medios de la OAL. José Manuel venía desempeñándose como subdirector del noticiero desde el 2017 en sustitución de Soraya Yanine y desde el 6 de febrero del 2021 se desempeña como director digital de medios de la OAL, cargo que alterna con la dirección de Noticias RCN. Es de aclarar que José Manuel desde el 19 de febrero se declaró en modo Muy Digital, lo que facilitó su transición a director digital de noticias para la OAL y a su vez para la dirección de Noticias.
El 20 de junio de 2023 el noticiero hizo una renovación de gráficas, logo y eslogan para coincidir con dos cosas: los 25 años del noticiero y la graficación y el eslogan del canal como, Encontrémonos. Y también cambia su musicalización.

## Presentadores

### Actuales
- José Fernando Neira (1998- )
- Jéssica de la Peña (1998-2016) / (2017- )^
- Ricardo Henao (1999- )
- Felipe Arias (2002- )^
- Maritza González (2005-2006) -reemplazos- / (2025- )^
- Eduardo Cifuentes (2007-)
- Andrea Guerrero (2007-)^
- Maritza Aristizábal (2014- )
- José Manuel Acevedo (2015- )
- Andrea Jaramillo Char (2016- )
- César Piñeros (2017- )
- Inés María Zabaraín (2019- )
- Sandra Bohórquez (2019- )
- Paola Andrea Toro (2019- )
- Luz Ángela Tobón (2019- )
- Jéssica Gomezcasseres Rangel (2019-2025)
- Dominica Duque (2019) / (2024- )^
- Rossy Lemos (2020- )
- Juan Esteban Fonseca (2020-2025)
- Isabella Atehortúa (2020- )
- Ingrid Tovar (2021- )
- Daniela Hernández (2021- )
- Paula Daza (2021- ) ±
- María Angelica Ferrer (2023-2025) ±
- Sebastián Araujo (2023- )
- Carlos José Gamboa (2023- )
- Mónica Jaramillo (2024- )
- Caterine Ibargüen (2024- )
- Sebastián González (2024- )
- Juliana Habib (2024- )
- Susana Panesso (2024- )
- Juan Fernando Tabares (2025- )

### Anteriores
- Fernando González Pacheco (1995-1996)
- Juan Gossain (1995-1998)
- Lucía Esparza Baena (1995-1999) / (2008-2009)
- María Clara Gracia (1995-1999)
- María Pía Duque (1995-2001)
- María Paula Vernaza (1998-1999) / (2011-2013) -reemplazos-
- Maritza Rubio (1998-1999)
- José Gabriel Ortiz (1998-1999)
- Olga Umaña (1998-1999)
- Adriana Vivas (1998-2000)
- María Elvira Arango (1998-1999) / (2005-2006)
- William Calderón (1998-2000)
- Esteban Jaramillo (1998-2001)
- Juan Carlos Ruiz † (1998-2001)
- Carlos Zapata (1998-2001)
- Mónica Vengoechea (1998-2001) -reemplazos-
- Ana María Trujillo (1998-2002)
- Adriana Aristizábal (1998-2004)
- María Andrea Vernaza (1998-2006)
- Jorge Alfredo Vargas (1998-2006)
- Claudia Gurisatti (1998-2011) / (2018-2019)
- Liliana Salazar (1998-2012)
- Carlos Antonio Vélez (1998-2013)
- Vicky Dávila (1998-2015)
- Juan Eduardo Jaramillo (1998-2024)
- Luis Carlos Jacobsen (1999-2000)
- Juan David Arango† (1999-2001)
- Javier Fernández Franco (1999-2001) / (2019-2024)^
- Elías Villamil (1999-2002)
- Catalina Aristizábal (1999-2002)
- Andrea Serna (1999-2005)
- Mábel Kremer (2002)
- Claudia Serrato (2000-2001) -reemplazos-
- Beatriz Helena Álvarez (2000-2002)
- Adriana Vargas (2000-2005) / (2006-2009)
- Max Henríquez (2000-2008)
- Édgar Perea† (2002)
- Carolina Angarita (2001-2002)
- Claudia Bahamón (2002-2004)
- Adriana Tono (2002-2004)
- Rafael Poveda (2002-2005)
- Carolina Cruz (2002-2013)
- Andrea Nocetti (2003-2004)
- Alejandra Azcárate (2003-2005)
- Marcela Baena (2004-2008)
- Luis Javier González (2004-2005) -reemplazos-
- Catalina Gómez Piedrahíta (2004-2005)
- Ana Katalina Torres (2004-2013)
- Ana Karina Soto (2004-2020)
- Ángela Vergara (2005)
- William Mauricio Gómez (2005-2009)
- Laura Acuña (2005-2018) / (2019-2021)
- Cristina Hurtado (2005-2017)
- Johanna Amaya (2006-2024)
- Mónica Fonseca (2007-2012)
- Brian Andrews (2008-2010) -en inglés-
- Yalena Jácome (2008-2016) / (2019)
- Alexandra Santos (2009)
- Adriana Betancur (2009-2010)
- Gina Acuña (2009-2013)
- Carolina Soto Cepeda (2009-2017)
- Juan Felipe Cadavid (2010-2020)
- René Wehdeking (2010)
- Yéner Bedoya (2011-2015)
- Carlos Lajud (2011-2017)
- Daniel Pérez (2011-2012)
- Melissa Martínez Artuz (2012-2018)
- Eva Rey (2012-2019)
- Catalina Robayo (2013-2017)
- Adolfo Pérez López (2013-2018)
- Laura Tobón (2014-2016)
- Melina Ramírez (2014-2016)
- Margarita Ortega (2014-2017)
- Yamit Palacio (2014-2018)
- Silvia Corzo (2015-2016)
- Gary Parkosewich (2015-2016)
- Liliana Valencia (2015-2017)
- Cindy Better (2016-2018)
- Carolina Araujo (2017-2018)
- Katriz Castellanos (2016-2018)
- Zahira Benavides (2017-2024)
- Maythe González (2017-2024)
- Lizeth Palomino (2017-2019)
- Diana Mina (2017-2020)
- Andrea Bernal (2017-2021) / (2022-2024)^
- Hassan Nassar (2018-2019)
- Campo Elías Therán Jr. (2018-2020)
- Manuel Barrera Baquero (2018-2020)
- Alfonso Moreno Lobo (2019-2021)
- Diana Rincón (2019-2022)
- Valerie Domínguez (2020-2021)
- Karla Arcila (2020-2021)±
- Catalina Uribe Gaviria (2020-2021)
- Sergio David González (2020-2022)
- Lizet Durán (2020-2023)
- Juan Daniel Oviedo (2022-2023) [2]

Notas
- ^ El presentador estuvo retirado durante un tiempo, pero regresó después.
- x Antes fueron presentadores (oficiales o de manera esporádica) y en la actualidad están vinculados al noticiero como reporteros.
- ± Presentador sustituto.

## Directores
- Heriberto Fiorillo (marzo de 1995-1997)
- Darío Fernando Patiño (diciembre de 1997- agosto de 1998)
- Daniel Coronell (agosto de 1998- febrero de 2000)
- Álvaro García Jiménez (marzo de 2000- junio de 2008)
- Clara Elvira Ospina (junio de 2008- diciembre de 2011)
- Rodrigo Pardo García-Peña (enero de 2012- marzo de 2015)
- Claudia Gurisatti (abril de 2015- julio de 2019)
- Juan Lozano Ramírez (julio de 2019- febrero de 2021)
- José Manuel Acevedo (marzo de 2021- )

## Controversias

### Caso de Rafael Pardo
A finales de enero de 2006, Juan Manuel Santos, líder del Partido de la U, aliado del presidente Uribe, acusó al precandidato liberal Rafael Pardo de haberles propuesto a las FARC unirse a las fuerzas de oposición para impedir la reelección del mandatario. Días más tarde el presidente Uribe se retractó de las acusaciones en nombre de su gobierno.
El episodio tuvo trascendencia para Noticias RCN porque Ísis Durán, una de sus periodistas, salió del informativo. Al parecer, la pregunta que Durán le hizo a Santos en la rueda de prensa para que el político lanzara su acusación fue concertada previamente. La periodista fue despedida por este hecho.

### Polémica con Samuel Moreno Rojas
En octubre de 2007 La F. M. de RCN Radio, filial de RCN Televisión, emitió unas grabaciones de una entrevista televisiva con Paulo Laserna Phillips transmitida en 1995, en las cuales el entonces candidato a la Alcaldía de Bogotá Samuel Moreno Rojas, del opositor Polo Democrático Alternativo, defendía las "vías de hecho" y la tesis del "dictador bueno" (su abuelo fue el general Gustavo Rojas Pinilla, quien fue nombrado presidente de Colombia en 1953 tras un golpe de Estado). Noticias RCN dio eco a dichas declaraciones en su momento y el candidato acusó al medio de presentar esas grabaciones fuera de contexto. No obstante, Moreno ganaría las elecciones, superando por 15 puntos porcentuales a su principal contradictor, el exalcalde Enrique Peñalosa.

### El video de la Operación Jaque
El 4 de agosto de 2008, poco más de un mes después de ocurrida la Operación Jaque, por la cual el Ejército rescató a 15 secuestrados por las FARC, Noticias RCN emitió un video de 58 minutos en el que se muestra con lujo de detalles cómo se realizó dicho operativo. Luego de la transmisión, el ministerio de Defensa negó haber suministrado la grabación y el gobierno acusó de "traición" a los militares que filtraron el video. Clara Elvira Ospina defendió al noticiero, afirmando que la emisión de las imágenes había sido resultado del trabajo de sus periodistas y no de "un negocio", pero no se refirió a las versiones que afirmaban que se pagaron US$60.000 por el material audiovisual.

### Entrevista al ministro de Transporte Andrés Uriel Gallego
A pesar de ser considerado un canal afín al gobierno, durante febrero de 2009 el noticiero emitió una serie de notas periodísticas titulada Por las trochas de Colombia. En la serie se mostró un recorrido por las carreteras intermunicipales de Colombia, en las cuales se evidenciaba el pésimo estado de las vías y las dificultades que enfrentaban los comerciantes y los conductores del transporte público. Durante la entrevista realizada al entonces ministro de Transporte Andrés Uriel Gallego, la directora del informativo Clara Elvira Ospina asumió una posición muy crítica frente al funcionario, hasta el punto de reprocharle su "incompetencia" y sugerirle que renunciara al cargo. Columnistas conservadores criticaron a Ospina por su "agresividad" hacia Gallego, quien pertenecía al Partido Conservador Colombiano.

### Protestas de 2021
Después de conocer el borrador de una Reforma tributaria presentada por el gobierno para que el congreso la apruebe, el 30 de abril de 2021, miles de personas salieron a marchar en rechazo a tal proyecto. En la ciudad de Cali, los manifestantes cantaron el himno, prendieron velas, bailaron, entre otras actividades como ejemplo de manifestación pacífica. En uno de los reportajes del noticiero, tomaron las imágenes de la protesta, colocaron de título principal, "Celebración por cambios a la reforma" , mientras la voz en off decía: miles de caleños celebran el anuncio del presidente Iván Duque.
De inmediato, las personas que aparecían en el reportaje, levantaron su voz en redes sociales para desvirtuar al noticiero, los demás medios de comunicación lo catalogaron como un Fake News de noticias RCN. A pesar de que realmente se trató de un falso reportaje, el medio insistió en presentarlo como verdad.